# Ahmad Abu Laban
Ahmad Abu Laban (arabisch أحمد أبو لبن, DMG Aḥmad Abū Laban; * 1946 in Jaffa, Palästina; † 1. Februar 2007 in Kopenhagen, Dänemark) war ein führender dänischer Imam, der durch seine umstrittene Rolle im Streit um die Mohammed-Karikaturen international bekannt wurde.

## Leben
Abu Labans Familie floh 1948 nach Kämpfen während der Staatsgründung von Israel von Palästina nach Ägypten, wo er aufwuchs. 1969 wurde er Maschinenbauingenieur und arbeitete in Ägypten, Kuwait, den Vereinigten Arabischen Emiraten (VAE) und Nigeria, wo er bei einer Reihe muslimischer Gelehrter islamische Theologie studierte, ohne eine formelle theologische Ausbildung abzuschließen. 1982 wurde er aus den VAE ausgewiesen.
1984 kam er nach Dänemark und wurde Imam. In erster Linie predigte er an der Tauba-Moschee in Kopenhagen und war geistlicher Führer der Organisation Islamisk Trossamfund (Islamische Glaubensgemeinschaft). Als solcher trat er oft in den Medien in Erscheinung und war der bekannteste und dienstälteste Imam in Dänemark. Während des Karikaturenstreits ließ er keine Gelegenheit aus, den Boykott dänischer Waren gegenüber westlichen Medien zu verurteilen. In einem arabischen Fernsehkanal war er aber zu sehen, wie er mit Freude im Gesicht den Boykott bestätigte. 2006 war er sogar der am meisten zitierte Geistliche in Dänemark überhaupt. Er war schon lange vor der „Mohammedkrise“ (wie der Karikaturenstreit in Dänemark genannt wird) einer der führenden muslimischen Debatteure in Dänemark, aber erst mit der Krise 2006 war er in aller Munde. Obwohl er sich mit vielen dänischen Politikern traf, hatte Regierungschef Anders Fogh Rasmussen ihn nie empfangen.
Abu Laban forderte zwar eine verstärkte Integration der Muslime in die dänische Gesellschaft, doch selber lernte er, der 23 Jahre lang in Dänemark lebte, die dänische Sprache nie, sondern predigte auf Arabisch und Englisch. Er hatte eine Aufenthaltsgenehmigung als Flüchtling in Dänemark und einen palästinensischen Ausweis.
Abu Laban heiratete 1974 seine Cousine Inam. Zusammen hatten sie sieben Kinder. Im Januar 2007 gab Islamisk Trossamfund bekannt, dass ihr Oberhaupt an Krebs erkrankt sei. Er starb wenige Tage später an Lungenkrebs.

## Kontroversen
- Abu Laban galt als Islamist, der Osama bin Laden als „Freiheitskämpfer“ bezeichnet haben soll und als Reaktion auf den 11. September 2001 „nur trockene Tränen“ für die Opfer hatte.[5] Auch wurden ihm enge Verbindungen zur Moslembruderschaft nachgesagt. Bereits 1990 soll er den blinden Scheich Umar Abd ar-Rahman zu Gast gehabt haben.
- Gemäß Danmarks Radio war er in den VAE und Ägypten wegen seiner „islamischen Ansichten“ eine unerwünschte Person.[6]
- Abu Laban war der Vertreter des Islamisk Trossamfund in der muslimischen Delegation, die Ende 2005 und Anfang 2006 den Nahen Osten bereiste, bevor die Krise ihren Höhepunkt erreichte. Diese Delegation geriet in die Kritik, weil sie Karikaturen zeigte, die nicht in der Jyllands-Posten abgedruckt waren und zusammen mit Ahmed Akkari ein Dossier verbreitete, mit dem die Stimmung in den islamischen Ländern zusätzlich angeheizt werden sollte.[7] Bis heute wird Abu Laban daher beschuldigt, die internationale Krise erst heraufbeschworen zu haben.[8]
- Am 1. Februar 2006 wurde Abu Laban von Danmarks Radio beschuldigt, „mit gespaltener Zunge“ zu reden, d. h. gegensätzliche Stellungnahmen bei Al-Jazeera und der dänischen Presse bezüglich der Muhammad-Karikaturen abzuliefern. Während er in der dänischen Presse beteuerte, seinen Einfluss gegen einen Boykott dänischer Waren in den islamischen Ländern geltend zu machen, äußerte er in Al-Jazeera Verständnis:

„Wir sind gegen ökonomischen Boykott und beklagen aufrichtig, dass es mit dieser Sache so weit gekommen ist.“

„Wenn die muslimischen Länder einen Boykott beschließen und wenn Muslime fühlen, dass es ihre Pflicht ist, den Propheten zu verteidigen, dann ist das ein Anlass zur Freude.“

- In einer Freitagspredigt soll Abu Laban den dänischen muslimischen Politiker Naser Khader als „drittklassig“ und die Gegner im Karikaturenstreit als „Ratten in ihren Löchern“ bezeichnet haben. Khader forderte daraufhin erfolglos die Aberkennung des Status als anerkannte Glaubensgemeinschaft für Islamisk Trossamfund.[9]
- Gemäß Jyllands-Posten vom 11. Mai 2006 beabsichtigte Abu Laben, „mit seiner Familie baldmöglichst Dänemark in Richtung Gaza zu verlassen“, weil er sich in Dänemark ungerecht behandelt fühlte.
- Im Nachruf von Jyllands Posten am 1. Februar 2007 wird im letzten Absatz versöhnlich betont, dass sich Abu Laban stets dafür ausgesprochen hat, dass sich die Muslime in Dänemark besser integrieren, ausbilden und gesellschaftlich engagieren sollen.[10]

Einige Kommentatoren sehen Abu Laban als einen Imam, der mit Hasspredigertum und theologischer Inkompetenz wesentlich zur Eskalation im Karikaturenstreit beigetragen habe. Andere Journalisten erklärten dagegen, der Einfluss der dänischen Imame in den islamischen Ländern werde überschätzt. Die von Islamisten bedrängten Regime nutzten die angebliche „Verhöhnung des Propheten“ nur, um die Aufmerksamkeit auf Dänemark zu lenken und sich selbst als Verteidiger des Glaubens zu profilieren.